# Jiří Pospíšil (politico 1975)
Jiří Pospíšil (Chomutov, 24 novembre 1975) è un politico ceco.
Già esponente del Partito Democratico Civico (ODS), in occasione delle elezioni parlamentari del 2002 è eletto alla Camera, ove si conferma nelle successive tornate del 2006, del 2010 e del 2013. Entra a far parte dei governi di Mirek Topolánek (2006-2009) e Petr Nečas (2010-2012) in qualità di ministro della giustizia.
Abbandonato l'ODS, si avvicina a TOP 09 e, nel 2017, ne diviene presidente. Alle europee del 2014 è eletto con TOP 09 al Parlamento europeo, mantenendo la carica di europarlamentare all'esito delle europee del 2019.